# NGC 4716
NGC 4716 este o galaxie lenticulară situată în constelația Fecioara. A fost descoperită în 12 aprilie 1882 de către Ernst Wilhelm Tempel. Se află la o distanță de 65,48 de megaparseci de Pământ.